# Calopăr
Calopăr es una comuna ubicada en el distrito de Dolj, Rumania.

## Superficie
Posee una superficie de 91,98 kilómetros cuadrados.

## Demografía
Hasta 2021 la población era de 3667 habitantes, con una densidad de población de 39,87 habitantes por kilómetro cuadrado.